# Saint-Saturnin (Lozère)
Saint-Saturnin ist eine französische Gemeinde mit 58 Einwohnern (Stand: 1. Januar 2022) im Département Lozère in der Region Okzitanien. Sie gehört zum Arrondissement Mende und zum Kanton La Canourgue. Die Gemeinde grenzt an La Canourgue und La Tieule sowie Banassac-Canilhac mit Banassac.

## Bevölkerungsentwicklung
| Jahr      | 1962 | 1968 | 1975 | 1982 | 1990 | 1999 | 2008 | 2018 |
| --------- | ---- | ---- | ---- | ---- | ---- | ---- | ---- | ---- |
| Einwohner | 108  | 79   | 79   | 65   | 63   | 73   | 64   | 63   |

## Sehenswürdigkeiten
- Stiftskirche Saint-Saturnin
- Schloss von Saint-Saturnin, Monument historique

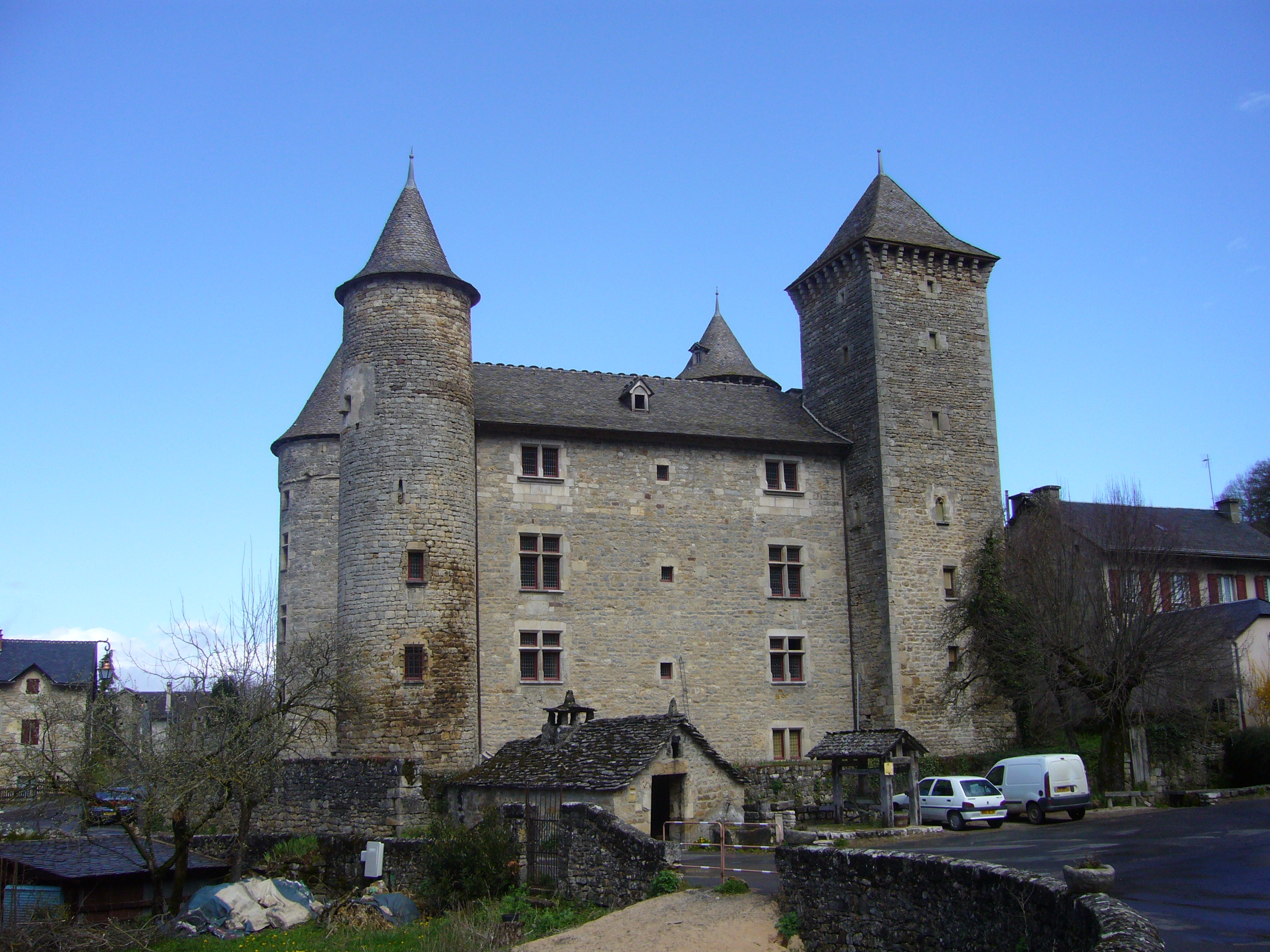
Schloss von Saint-Saturnin